# Mahoning Creek
Mahoning Creek est une rivière située dans le comté de Montour en Pennsylvanie. Elle est un affluent de la Susquehanna.
Elle est longue de 14 kilomètres. Son dénivelé est de 146,3 mètres. Le bassin versant est dans le comté de Montour et dans celui de Columbia. Ses affluents sont Kase Run, Mauses Creek, Indian Creek, et Sechler Run.
Des truites vivent dans Mahoning Creek. 